# Kamena Gora
Kamena Gora (en serbe cyrillique : Камена Гора) est un village de Serbie situé dans la municipalité de Prijepolje, district de Zlatibor. Au recensement de 2011, il comptait 170 habitants.
Kamena Gora, dont le nom signifie « la montagne de pierre », est un beau village qui sert de point de départ pour des excursions dans les monts avoisinants.

## Sveti Bor
Sveti Bor qui se traduit par le "Pin Sacré", est un arbre remarquable situé dans ce village. Il revêt une grande importance culturelle pour la région et est protégé par l'Etat en tant que monument naturel.

## Démographie
| 1948 | 1953 | 1961 | 1971 | 1981 | 1991 | 2002 | 2011 |
| ---- | ---- | ---- | ---- | ---- | ---- | ---- | ---- |
| 395  | 453  | 485  | 441  | 356  | 260  | 210  | 170  |

|  |

## Galerie

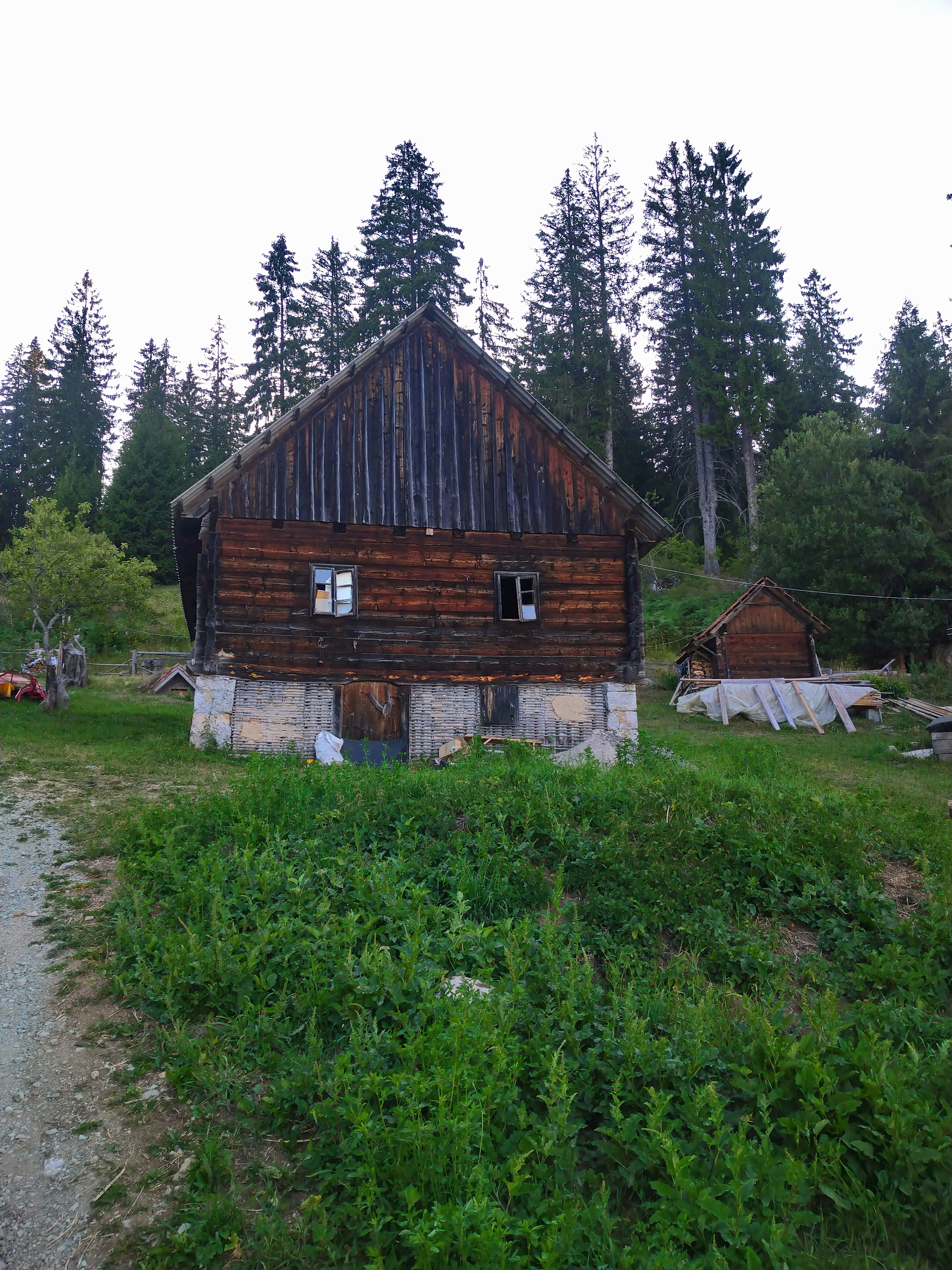
Une des maisons, typique de l'architecture locale
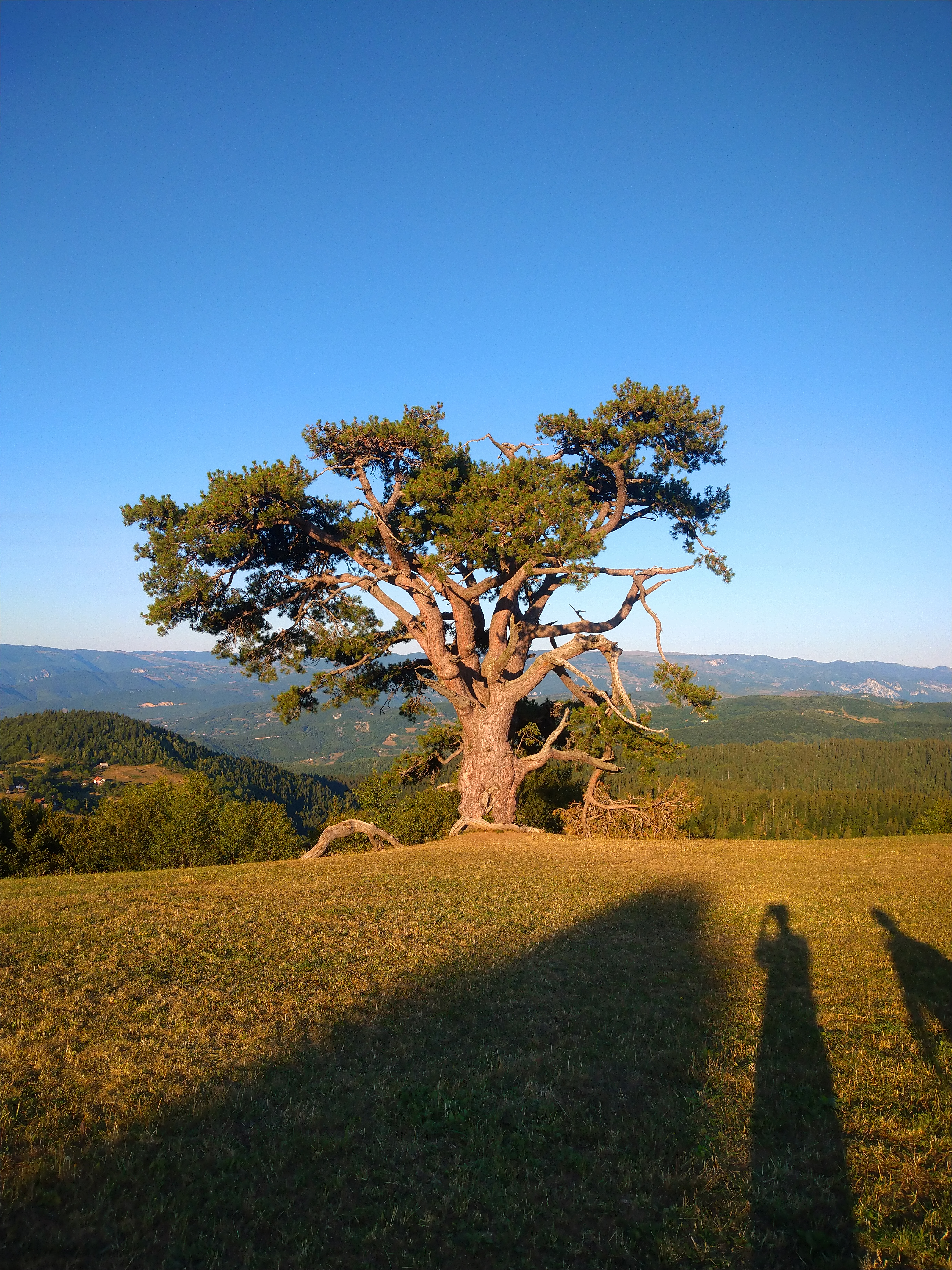
Sveti Bor, ou le Pin Sacré
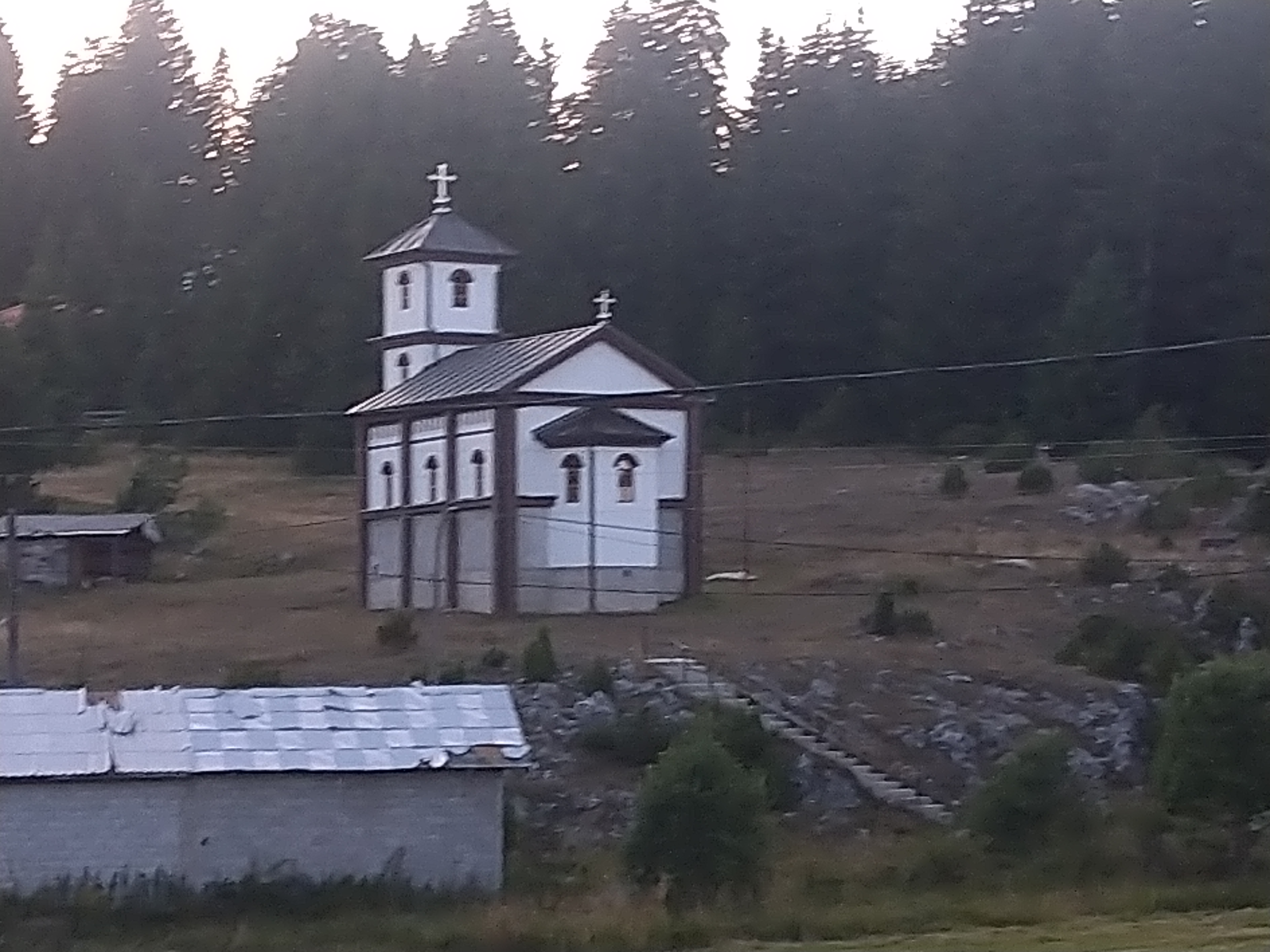
L'Eglise Sainte Marie (Sveta Ognjena Marija)